# Se Acabó La Fiesta
 (juin 2024).
 (juin 2024).
Le contenu est difficilement compréhensible vu les erreurs de traduction, qui sont peut-être dues à l'utilisation d'un logiciel de traduction automatique.
Se Acabó La Fiesta (SALF, littéralement « La fête est finie ») est un groupement d'électeurs espagnol fondé par l'influenceur Alvise Pérez. Pérez est un ancien membre de Ciudadanos et Union, progrès et démocratie en Espagne, et également délégué international des Jeunes Libéraux, l'aile jeunesse des Libéraux-démocrates au Royaume-Uni.
Politiquement, le SALF se décrit comme une force politique anti-corruption, anti-establishment et libérale. Cependant, plusieurs analystes politiques et médias considèrent qu'il s'agit d'un groupe populiste d'extrême droite qui est en concurrence avec Vox. Le groupement d'électeurs est inscrit sur les listes pour les élections européennes de 2024 en Espagne, telles que publiées au Bulletin officiel de l'État du 7 mai 2024, comme la 23e des 33 listes participantes.

## Contexte
Alvise Pérez, le fondateur de SALF, est connu pour son activité sur les réseaux sociaux, tels que Telegram, où il compte plus de 500 000 abonnés et s'insurge contre « l'État profond ». Pérez fait de la dénonciation et de la lutte contre la corruption sous tous ses aspects (politique, judiciaire, commercial et médiatique) l'axe central de son discours et de ses actions, et il se vante de «créer des problèmes» pour la classe politique et les médias, ce qui lui a valu d'être qualifié d'agitateur.
En 2019, Pérez a été licencié et a quitté le parti des citoyens en raison de déclarations controversées qu'il avait faites sur Twitter. Depuis la pandémie de COVID-19 en Espagne, il est devenu une figure de proue du mouvement de l'alt-right en Espagne. Il a été comparé au président sortant du Salvador Nayib Bukele et appelé « le Bukele espagnol », ainsi qu'au président argentin sortant Javier Milei,,. Au cours des années 2010, il était membre de deux partis libéraux en Espagne et en Angleterre, avait des opinions pro-européennes, et était plus libéral que conservateur ; depuis, certains analystes considèrent que ses opinions se sont déplacées vers la droite politique et ont été décrites par les commentateurs critiques et les journalistes comme alt-right, anti-establishment, et extrême-droite,.
L'activité de Perez sur les réseaux sociaux a consisté à recevoir des informations sur des irrégularités et des actes illégaux présumés commis par des politiciens aux niveaux national, provincial et local, ainsi que par certains hommes d'affaires, qu'il lie aux médias. Pour cette raison, le logo du groupe d'électeurs utilise comme symbole un écureuil avec le typique masque d'Anonymous, faisant référence à la communauté d'adeptes anonymes engagés dans la lutte contre la corruption systémique. Ses collaborateurs, affectueusement appelés «écureuils», lui ont envoyé de nombreuses vidéos et documents qui ont déclenché des enquêtes sur plusieurs politiciens en 2023 et 2024, notamment l'affaire Koldo et l'affaire Tito Berni.
Les activités de Pérez sur les réseaux sociaux sont controversées et il a été accusé par ses détracteurs de diffuser de la désinformation et des fake news sur des personnalités espagnoles de gauche, et d'être un populiste d'extrême droite,,. En outre, Pérez lui-même a été dénoncé devant les tribunaux à plusieurs reprises par certains politiciens et journalistes, dont Ana Pastor, le ministre des Transports Óscar Puente, l'ancien ministre José Luis Ábalos, un ancien secrétaire d'État à la sécurité, et la fille du Premier ministre espagnol sortant Pedro Sánchez. En ce qui concerne cette plainte, Pérez a déclaré que les tribunaux voulaient le tenir pour responsable des commentaires faits uniquement par certains utilisateurs parmi ses nombreux abonnés sur les réseaux sociaux, arguant de l'impossibilité de contrôler absolument tout ce que des milliers de personnes publient librement.
En juin 2024, Pérez n'a jamais été condamné dans une peine définitive et sans appel. Dans le même temps, le tribunal de Madrid a révoqué une décision antérieure qui obligeait Pérez à payer 60 000 € à Ábalos en raison d'actes de procédure nuls qui avaient généré une imdéfense chez l'accusé, ce qui obligerait le procès à être repris. De plus, après quatre ans de litige, le Tribunal suprême a statué en faveur de Pérez, obligeant Pastor à supporter les frais du procès.
Compte tenu de cela, Pérez s'est défendu en affirmant que toutes ces plaintes contre lui faisaient partie d'une persécution politique et médiatique dans le but de le faire taire, lui et son groupe d'électeurs récemment fondé. Comme exemples de sa persécution présumée, il a déclaré que de nombreux médias espagnols ne le mentionneraient que pour l'attaquer, et a cité la suppression de toutes les pages de la Wikipédia en espagnol qui avaient été créées sur son regroupement d'électeurs; Pérez a attribué cette situation aux avantages possibles que non seulement les politiciens, mais aussi plusieurs hommes d'affaires et divers conglomérats médiatiques obtiendraient des réseaux de corruption qu'il dit combattre. Pour ces raisons, il a exprimé son espoir que l'obtention du statut de Député européen lui permettrait d'obtenir l'immunité judiciaire pour éviter les représailles des pouvoirs de l'État pour son combat contre corruption.

## Histoire
Le groupement a été fondé début 2024 autour de la figure d'Alvise Pérez, qui avait auparavant été membre des partis libéraux centristes Ciudadanos et UPyD ; en outre, il a été délégué international des Jeunes libéraux, l'aile jeunesse des libéraux-démocrates au Royaume-Uni. Pérez a annoncé que la SALF participerait aux élections européennes de 2024 en Espagne, où elle a été enregistrée en tant que n° 23 des 33 listes participantes.
L'annonce officielle de la participation de SALF aux élections européennes a été faite le 22 février 2024 via sa chaîne Telegram,. Au départ, il a tenté d'enregistrer un parti politique appelé Alvise ; en raison de la loi espagnole interdisant de donner à un parti le nom d'une personne publique, il a fondé SALF. Selon sa campagne, SALF a recueilli 136 000 signatures, soit neuf fois plus que les 15 000 requises ; cependant, il a également dénoncé sur sa chaîne Telegram une prétendue tentative de boycott de la part de certains responsables postaux qui, selon ses accusations, avaient délibérément retenu divers sacs remplis de signatures afin d'essayer d'empêcher qu'elles ne soient présentées à temps pour enregistrer la candidature électorale.
SALF a mené sa campagne sur les réseaux sociaux en s'appuyant sur la grande communauté en ligne de Pérez et en évitant de dépenser de l'argent pour des rassemblements massifs traditionnels. Le programme électoral de Pérez comprenait la promesse d'un tirage au sort mensuel de son salaire de membre du Parlement européen et d'un référendum potentiel sur le retrait de l'Union européenne.
Peu de temps après la proclamation officielle des candidatures aux élections, le SALF a commencé à grimper dans les sondages d'opinion avec environ 0,9% des voix et la possibilité de remporter jusqu'à deux sièges selon le Centre de recherche sociologique espagnol. Plusieurs sondages ont également suggéré que plus de 16 % des électeurs de Vox lors des élections générales espagnoles de 2023 envisageaient de voter pour SALF, ce qui a suscité des inquiétudes au sein de la direction de Vox. En conséquence, le parti de Santiago Abascal a déclaré craindre que le SALF ne divise l'électorat de droite et ne lui vole des voix,,. Selon d'autres sondages d'opinion, SALF obtiendrait entre 2,9% et 3,8% des voix, et la possibilité d'obtenir entre un et deux Parlement européen,. En conséquence, certains petits partis comme Junts et Podemos craignent que l'irruption de ce nouveau regroupement d'électeurs ne mette en péril leurs espoirs d'obtenir des représentants au Parlement européen.

## Idéologie
L'idéologie de SALF se concentre sur la lutte contre la corruption en Espagne, une priorité majeure de son programme électoral,. Le programme électoral de SALF, comme l'a indiqué Alvise Pérez dans diverses interviews aux médias, peut être résumé dans les axes fondamentaux suivants :
- des mesures contre la corruption;
- des mesures contre la partitocratie;
- des mesures en faveur de la liberté d'expression;
- la protection de l'enfance et la lutte contre la pédophilie;
- et la reformulation de l’État.

D’un autre côté, Alvise Pérez a ouvertement défendu des idées politiques qui s'inscrivent dans le libéralisme et le libéralisme économique depuis le début de son militantisme politique, ce qui est également attendu pour le groupement électoral SALF.
Certains médias espagnols considèrent le groupe comme antisystème, d'extrême droite ou à droite de Vox. Alvise Pérez est connu pour critiquer ce qu'il appelle la caste politique, qui comprend à la fois le Parti populaire et Vox,.